# Битва у відкритому космосі
«Битва в космічному просторі» (яп. 宇宙大戦争, учю дайсенсо) — японський науково-фантастичний токусацу-фільм 1959 року виробництва студії Toho. Режисер — Ісіро Хонда, автор спецефектів  —  Ейдзі Цубурая, У фільмі знялися Ріо Ікебе, Корейя Сенда та Йошіо Цучія. Це продовження фільму «Містеріани».
Фільм був випущений у театрах США влітку 1960 року компанією Columbia Pictures.

## Сюжет
У 1965 році на Землі відбувається низка загадкових випадків: залізничний міст і океанський лайнер злітають у повітря, сильна повінь стається у Венеції, гине космічна станція J-SS3.
Міжнародна зустріч, скликана ООН, проводиться в Центрі космічних досліджень в Японії. Майор Ічіро Кацумія, професор Адачі та доктор Річардсон відкривають конференцію та розповідають про катастрофи, додаючи, що ті, хто вижили, отримали екстремальні обмороження. Як вважає доктор Річардсон, якась невідома сила знизила температуру об’єктів, та таким чином ослабила силу тяжіння, через що об'єкти піднялися у повітря. Кацумія вважає, що причини цього явища перебувають за межами Землі.
У доктора Ахмеда, іранського делегата на зустрічі, починає боліти голова, через що він виходить на подвір'я. Ецуко Ширайші спостерігає, як його огортає червоне світло, що виходить з неба, через що він зникає. Заходить астронавт Івамура, і Ецуко розповідає йому, що сталося, але Ахмеда ніде не видно. Ще на конференції обговорювалася теорія, що за катастрофами можуть стояти прибульці, і пропонувалося підготуватися до їхнього вторгнення.
З'являється доктор Ахмед, який намагається зупинити експеримент з тепловими променями, показаний на зустрічі. Його затримують. Він ненадовго бере Ецуко в заручники й попереджає, що незабаром Земля стане колонією планети Натал. Поблизу центру з'являється НЛО, яке забирає його, але криміналісти знаходять крихітний радіопередавач інопланетян. За допомогою пристрою стає відомо, що база інопланетян розташована на Місяці.
ООН вирішує запустити дві ракети на Місяць з метою розвідки. На шляху до Місяця обидва кораблі були атаковані дистанційно керованими метеорами, які називають «космічними торпедами». Івамура, навігатор SPIP-1, також потрапляє під контроль інопланетян. Його ловлять при спробі вивести з ладу ракетну зброю і зв’язують. Обидва SPIP ухиляються від метеорів, і інопланетяни планети Натал забороняють астронавтам сідати на Місяць, але ті їх не слухають. Після того, як ракети приземляться на Місяць, дві команди шукають базу інопланетян на місяцеходах. Тим часом Івамура розв'язується і підриває SPIP-1. Інші астронавти знаходять печеру і базу інопланетян у глибокому кратері. Ецуко тимчасово захоплюють інопланетяни, але її рятує Кацумі. База інопланетян вибухає, а Івамура звільняється від контролю прибульців. Щоб загладити свою провину, Івамура залишається позаду, щоб прикрити SPIP-2. Корабель повертається на Землю. 
Світ готується до остаточного протистояння проти прибульців. Ракетні винищувачі (на базі північноамериканського експериментального ракетного літака Х-15) та атомні теплові гармати були підготовлені для битви з інопланетянами. Згодом численні НЛО разом з материнським кораблем наближаються до Землі. Ескадрильї космічних винищувачів відправляються в космос і беруть участь у масовому бою з літальними тарілками. Материнський корабель запускає космічні торпеди, які вражають Нью-Йорк і Сан-Франциско. Материнський корабель спускається на Токіо і починає руйнувати мегаполіс за допомогою антигравітаційних променів. Літальні тарілки та материнський корабель просуваються до Центру космічних досліджень. Але атомні теплові гармати остаточно знищують материнський корабель. Таким чином Землю було врятовано.

## Випуск
Фільм «Битва в космічному просторі» був випущений в Японії 26 грудня 1959 р. Англомовна версія була випущена в США компанією Columbia Pictures у 1960 році.

## Прийняття
Кінокритик New York Times Говард Томпсон дав змішаний, але загалом позитивний відгук про «Битву в космічному просторі», заявивши: "Сюжет абсурдний несерйозний... Деякі частини фільму просто чудові, особливо в середині, коли ракета землян прибуває  до Місяця, щоб знищити базу інопланетян... Японці показали неймовірну техніку, таку як літальні тарілки, які проносяться крізь стратосферу... Місячний пейзаж також був показаний дуже добре.»
Журнал Boxoffice оцінив фільм набагато вищою оцінкою: «Це науково-фантастична пригодницька драма з великим розмахом... і винятковими спецефектами... Фільм можна використовувати для залучення молодих та дорослих шанувальників бойовиків у величезній кількості. Як і інші подібні японські трилери, такі як «Родан», «Х-Мен» і «Містеріани» (всі створені Toho), це може окупитись, якщо наголосити на надзвичайно реалістичному зніманні літальних тарілок, дослідженні Місяця та повномасштабній атаці на міста США, в результаті якої руйнуються хмарочоси тощо...»